# Chrewt

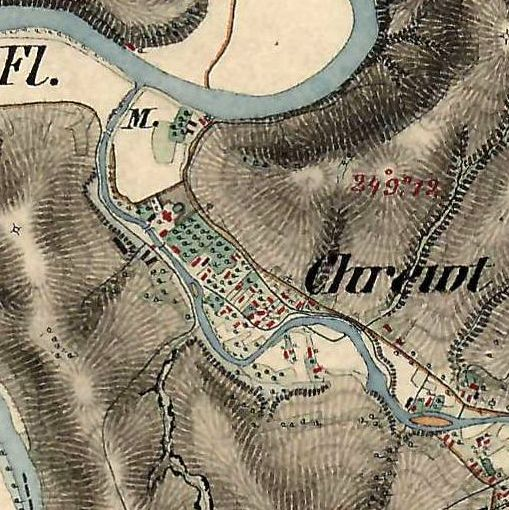
Chrewt na mapie z 1869

Chrewt (w latach 1977–1981 Przystań) – osada w Polsce położona w województwie podkarpackim, w powiecie bieszczadzkim, w gminie Czarna. Leży przy drodze wojewódzkiej nr 894 nad Zatoką Potoku Czarnego jeziora Solińskiego.

## Historia
Pierwsze wzmianki o Chrewcie pojawiają się w początkach XV wieku. Była to jedna z pierwszych wsi założonych przez Kmitów.
W 1968 większa część wsi została zalana przez wody Jeziora Solińskiego. Obecnie pełni funkcję miejscowości turystycznej.
Właścicielami Chrewtu byli:
- Xawery hr. Konarski, uczestnik powstania listopadowego z roku 1831, właściciel dóbr Chrewt, Lutowiska i Wetlina. W domu Konarskiego gościł m.in. gen. Antoni Jeziorański[5].
- Aleksandra hr. Krasicka hrabina Konarska, uczestniczka powstania styczniowego z roku 1863, właścicielka dóbr, po powstaniu ukrywała w swoim majątku zbiegów, m.in. Antoniego Jeziorańskiego.

## Demografia
- 1921 – Chrewt zamieszkiwało 596 osób (w 88 domach mieszkalnych):
  - 519 wyznania greckokatolickiego
  - 56 wyznania mojżeszowego
  - 21 wyznania rzymskokatolickiego
- 1991 – 12 osób
- 2004 – 10 osób